# Torneo Maurice Revello 2024
Il Torneo Maurice Revello del 2024 è la 50ª edizione di questo torneo calcistico, disputatasi dal 3 al 16 giugno 2024. L'edizione è stata vinta dall'Ucraina, al primo successo nella competizione.

## Infrastrutture

### Stadio
| Arles Aubagne Fos-sur-Mer Mallemort Salon-de-Provence Vitrolles | Arles                                              | Aubagne                                            | Fos-sur-Mer                                        |
| --------------------------------------------------------------- | -------------------------------------------------- | -------------------------------------------------- | -------------------------------------------------- |
| Arles Aubagne Fos-sur-Mer Mallemort Salon-de-Provence Vitrolles | Stadio Fernand-Fournier                            | Stadio de Lattre-de-Tassigny                       | Stadio Parsemain                                   |
| Arles Aubagne Fos-sur-Mer Mallemort Salon-de-Provence Vitrolles | Coordinate geografiche: 43°40′10.65″N 4°37′54.43″E | Coordinate geografiche: 43°17′38″N 5°33′44″E       | Coordinate geografiche: 43°28′07.63″N 4°56′56.33″E |
| Arles Aubagne Fos-sur-Mer Mallemort Salon-de-Provence Vitrolles | Capacità: 2 500                                    | Capacità: 1 000                                    | Capacità: 12 500                                   |
| Arles Aubagne Fos-sur-Mer Mallemort Salon-de-Provence Vitrolles |                                                    |                                                    |                                                    |
| Arles Aubagne Fos-sur-Mer Mallemort Salon-de-Provence Vitrolles | Mallemort                                          | Salon-de-Provence                                  | Vitrolles                                          |
| Arles Aubagne Fos-sur-Mer Mallemort Salon-de-Provence Vitrolles | Stadio d'onore                                     | Stadio Marcel Roustan                              | Stadio Jules-Ladoumègue                            |
| Arles Aubagne Fos-sur-Mer Mallemort Salon-de-Provence Vitrolles | Coordinate geografiche: 43°43′26.8″N 5°10′38.92″E  | Coordinate geografiche: 43°38′08.64″N 5°05′34.33″E | Coordinate geografiche: 43°27′28.25″N 5°14′35.91″E |
| Arles Aubagne Fos-sur-Mer Mallemort Salon-de-Provence Vitrolles | Capienza: 720                                      | Capienza: 4 000                                    | Capienza: 1 500                                    |
| Arles Aubagne Fos-sur-Mer Mallemort Salon-de-Provence Vitrolles |                                                    |                                                    |                                                    |

## Squadre partecipanti
| Pr. | Squadra        | Confederazione | Ultima presenza |
| --- | -------------- | -------------- | --------------- |
| 1   | Francia        | UEFA           | 2023            |
| 2   | Costa d'Avorio | CAF            | 2023            |
| 3   | Messico        | CONCACAF       | 2023            |
| 4   | Arabia Saudita | AFC            | 2023            |
| 5   | Corea del Sud  | AFC            | 2018            |
| 6   | Indonesia      | AFC            | 2022            |
| 7   | Italia         | UEFA           | 2011            |
| 8   | Giappone       | AFC            | 2023            |
| 9   | Panama         | CONCACAF       | 2023            |
| 10  | Ucraina        | UEFA           | Esordiente      |

## Arbitri
I seguenti arbitri dirigono gli incontri del torneo:
| Confederazione | Arbitri              | Nazione      |
| -------------- | -------------------- | ------------ |
| AFC            | Veronika Bernatskaya | Kirghizistan |
| AFC            | Lê Thị Ly            | Vietnam      |
| CAF            | Akhona Makalima      | Sudafrica    |
| CAF            | Antsino Twanyanyukwa | Namibia      |
| CONCACAF       | Odette Hamilton      | Giamaica     |
| CONCACAF       | Myriam Marcotte      | Canada       |
| CONMEBOL       | Milagros Arruela     | Perù         |
| CONMEBOL       | Susana Corella       | Ecuador      |
| UEFA           | Iuliana Demetrescu   | Romania      |

## Risultati

### Fase a gironi

#### Gruppo A

##### Classifica
| Pos. | Squadra        | Pt | G | V | N | P | GF | GS | DR |
| ---- | -------------- | -- | - | - | - | - | -- | -- | -- |
| 1.   | Costa d'Avorio | 9  | 4 | 3 | 0 | 1 | 8  | 3  | +5 |
| 2.   | Francia        | 7  | 4 | 2 | 1 | 1 | 7  | 4  | +3 |
| 3.   | Messico        | 7  | 4 | 1 | 2 | 1 | 6  | 8  | -2 |
| 4.   | Arabia Saudita | 6  | 4 | 2 | 0 | 2 | 5  | 7  | -2 |
| 5.   | Corea del Sud  | 1  | 4 | 0 | 1 | 3 | 1  | 5  | -4 |

##### Risultati
| Arbitro: | Bernatskaia |

|  |           |                             |
|  | Marcatori | 80’ Al-Zaid 90+3’ Al-Asmari |

| Arbitro: | Marcotte |

|  |           |                      |
|  | Marcatori | 36’ Bandama 63’ Wawa |

| Arbitro: | Hamilton |

|                     |           |               |
| Wawa 12’ Ouotro 72’ | Marcatori | 90’ Hong Y.J. |

| Arbitro: | Lê |

|                                              |                      |                                             |
| Ayón 58’ Huescas 86’                         | Marcatori            | 63’ Michut 77’ Abline                       |
| Martínez Huescas J. Gómez D. García Bautista | Tiri di rigore 4 – 3 | Abline Michut Camara Virginius Mikelbrencis |

| Arbitro: | Arruela |

|                                                   |           |                                     |
| Bautista 34’ Martínez 57’ (rig.) M. Rodríguez 71’ | Marcatori | 43’ (rig.) Haji 50’ (aut.) Alcántar |

| Arbitro: | Corella |

|               |           |  |
| Virginius 40’ | Marcatori |  |

| Arbitro: | Demetrescu |

|                                                    |           |             |
| V. Konaté 23’ Ouotro 51’ Bandama 78’ O. Konaté 86’ | Marcatori | 70’ Monreal |

| Arbitro: | Hamilton |

|                                                             |           |  |
| Keita 21’ Al-Rajeh 86’ (aut.) Lebreton 90+4’ Tchaouna 90+5’ | Marcatori |  |

| Arbitro: | Twanyanyukwa |

|                                                    |                      |                                             |
| Jung Sung-woo Jo Jin-ho Moon Seong-woo Ahn Jae-min | Tiri di rigore 3 – 5 | Alcántar Ambríz Monroy J. Rodríguez Álvarez |

| Arbitro: | Corella |

|  |           |             |
|  | Marcatori | 15’ Al-Saad |

#### Gruppo B

##### Classifica
| Pos. | Squadra   | Pt | G | V | N | P | GF | GS | DR  |
| ---- | --------- | -- | - | - | - | - | -- | -- | --- |
| 1.   | Ucraina   | 12 | 4 | 4 | 0 | 0 | 11 | 1  | +10 |
| 2.   | Italia    | 8  | 4 | 2 | 1 | 1 | 7  | 9  | -2  |
| 3.   | Giappone  | 6  | 4 | 2 | 0 | 2 | 9  | 7  | +2  |
| 4.   | Panama    | 4  | 4 | 1 | 1 | 2 | 6  | 5  | +1  |
| 5.   | Indonesia | 0  | 4 | 0 | 0 | 4 | 1  | 12 | -11 |

##### Risultati
| Arbitro: | Corella |

|                                               |           |                       |
| Fini 10’ Fabbian 22’ (rig.) Raimondo 59’, 69’ | Marcatori | 45’, 62’, 85’ Shiogai |

| Arbitro: | Makalima |

|  |           |                                     |
|  | Marcatori | 9’ Synčuk 30’ Mychajlenko 59’ Fedor |

| Arbitro: | Twanyanyukwa |

|                                                |           |  |
| Chlan' 31’ Martynjuk 53’ Sikan 63’ Vološyn 71’ | Marcatori |  |

| Arbitro: | Demetrescu |

|  |           |                                         |
|  | Marcatori | 21’, 57’, 68’ (rig.) Orelién 88’ Pinzón |

| Arbitro: | Marcotte |

|                                           |           |                     |
| S. Kanda 7’, 47’ Sato 66’ Michiwaki 90+4’ | Marcatori | 70’ (rig.) Mauresmo |

| Arbitro: | Bernatskaia |

|                           |           |  |
| Vološyn 62’ Jarmoljuk 66’ | Marcatori |  |

| Arbitro: | Arruela |

|                  |           |             |
| Veleten 42’, 55’ | Marcatori | 81’ Shiogai |

| Arbitro: | Lê |

|                           |                      |                           |
| Ndour 40’, 90+6’          | Marcatori            | 23’ Phillips 26’ Alvarado |
| Volpato Cerri Hasa Tongya | Tiri di rigore 4 – 1 | Tello Orelién Matos       |

| Arbitro: | Makalima |

|                |           |  |
| S. Kanda 90+3’ | Marcatori |  |

| Arbitro: | Hamilton |

|              |           |  |
| Raimondo 38’ | Marcatori |  |

### Fase a eliminazione diretta

#### Finale per il nono posto
| Arbitro: | Makalima |

|                         |           |                |
| Jung Seung-bae 48’, 59’ | Marcatori | 78’ Firmansyah |

#### Finale per il settimo posto
| Arbitro: | Demetrescu |

|                                                 |                      |                                          |
| Al-Nemer 77’                                    | Marcatori            | 8’ Alvarado                              |
| Al-Julaydan Al-Zubaidi Barnawi Al-Zaid Al-Jaber | Tiri di rigore 3 – 4 | Orelién Phillips Murillo Herrera Perdomo |

#### Finale per il quinto posto
| Arbitro: | Corella |

|            |           |                                      |
| Árciga 84’ | Marcatori | 21’ S. Kanda 66’ Shiogai 90+7’ Ishii |

#### Finale per il terzo posto
| Arbitro: | Lê |

|           |           |  |
| Cerri 89’ | Marcatori |  |

#### Finale
| Arbitro: | Marcotte |

|                                                        |                      |                                                       |
| Šostak 7’ Chlan' 31’                                   | Marcatori            | 45+3’, 59’ Ouotro                                     |
| Chlan' Siheyev Kucheriavyi Krasnopir Jarmoljuk Batahov | Tiri di rigore 5 – 4 | A. Konaté Goudouss O. Kouassi O. Konaté Agnikoi Zogbe |

## Statistiche

### Classifica marcatori
5 reti
- Kento Shiogai

4 reti
- Patrick Ouotro

- Soma Kanda

3 reti
- Antonio Raimondo

- Ángel Orelien (1 rig.)

2 reti
- Jung Seung-bae
- Gilbert Bandama
- Christ Wawa
- Cher Ndour

- John Jairo Alvarado
- Maksym Chlan'
- Vladyslav Veleten
- Nazar Vološyn

1 rete
- Faisal Al-Asmari
- Meshari Al-Nemer
- Muhannad Al-Saad
- Abdullah Al-Zaid
- Talal Haji (1 rig.)
- Hong Yong-jun
- Oumar Konaté
- Valy Konaté
- Matthis Abline
- Cheick Keita
- Noé Lebreton
- Edouard Michut
- Loum Tchaouna
- Alan Virginius
- Hisatsugu Ishii
- Yutaka Michiwaki
- Ryunosuke Sato
- Toni Firmansyah
- Mauresmo Hinoke (1 rig.)

- Leonardo Cerri
- Giovanni Fabbian (1 rig.)
- Seydou Fini
- Ramiro Árciga
- Ettson Ayón
- Alán Bautista
- Rodrigo Huescas
- Luca Martínez (1 rig.)
- Ricardo Monreal
- Miguel Emilio Rodríguez
- Ricardo Phillips
- Amable Pinzón
- Oleh Fedor
- Jehor Jarmoljuk
- Oleksandr Martynjuk
- Mykola Mychajlenko
- Denys Šostak
- Danylo Sikan
- Hennadij Synčuk

1 autorete
- Jesús Alcántar (a favore dell'Arabia Saudita)
- Mubarak Al-Rajeh (a favore della Francia)